# Otto Pfundtner
Johann Otto Pfundtner (* 13. November 1844 in Abschruten, Kreis Insterburg; † 19. November 1918 in Zehlendorf), auch Otto Johannes Pfundtner, war Lehrer und Mitglied des Deutschen Reichstags.

## Leben
Otto Pfundtner besuchte die ländliche Volksschule und das Friedrichsgymnasium in Gumbinnen. An der Universität Königsberg studierte er Klassische Philologie. 1866 wurde er mit einer Dissertation über Pausanias und Herodot zum Doktor promoviert. 1867 legte er die Staatsprüfung pro facultate docendi (Lehrbefähigung) ab. Zunächst war er Hilfslehrer am Friedrichscollegium und am Kneiphöfischen Gymnasium in Königsberg. An letzter Schule wurde er als Oberlehrer festangestellt und 1882 in Königsberg zum Stadtschulrat und Mitglied des Magistrats gewählt. Ab 1885 war er in der gleichen Stellung in Breslau.
Von 1907 bis 1912 war er Mitglied des Deutschen Reichstags für den Wahlkreis Breslau 7 (Stadt Breslau-West) und die Freisinnige Volkspartei.

## Ehrungen
Karl Gustav Limpricht benannte das echte Hochalpenmoos (Ptychodium pfundtneri) wegen seiner Verdienste um die Gründung eines botanischen Schulgartens in Breslau nach ihm.

## Schriften
- Pausanias Periegeta imitator Herodoti. Krauseneck, Gumbinnen 1866.